# Montagny, Loire
Montagny är en kommun i departementet Loire i regionen Auvergne-Rhône-Alpes i centrala Frankrike. Kommunen ligger i kantonen Perreux som tillhör arrondissementet Roanne. År 2022 hade Montagny 1 100 invånare.

## Befolkningsutveckling
Antalet invånare i kommunen Montagny
| Referens: INSEE |